# Kap
Pour les articles homonymes, voir Kap.
Kap, de son vrai nom Jaume Capdevila, est un dessinateur de presse catalan né à Berga, (Barcelone) le 25 juillet 1974.
Il a obtenu un diplôme en beaux-arts de l'Université de Barcelone et commence sa carrière dans le dessin de presse en 1994, à l'hebdo satirique El Triangle, et au quotidien Regió 7. Depuis 1996 il dessine à La Vanguardia et au Mundo Deportivo. Il est membre de Dessinateurs pour la paix.
Il a obtenu en 2009 le Prix International d'Humour Gat Perich, en 2015 le Prix Notario del Humor, et en 2016 le Press Cartoon Europe.
Il est aussi spécialiste de la presse satirique espagnole aux XIXe et XXe siècles et donc auteur et coauteur de plusieurs livres sur l’histoire du dessin de presse en Espagne, ou essais sur l'art de la caricature. Il fait partie du conseil de direction du Instituto Quevedo del Humor, de la Fundación General de la Universidad de Alcalá de Henares (Espagne).

## Albums

### Humour
- 1997 Sense Kap ni peus
- 1999 Barça: 100 años de buen humor
- 2001 La Patumàquia
- 2003 El Milhomes (Collective)
- 2007 El Maragallato
- 2007 Tiro al blanco Collection Pelotazos, n.1
- 2007 Aquellos maravillosos años Collection Pelotazos, n.2
- 2007 La cuadratura del círculo virtuoso Collection Pelotazos, n.3
- 2007 Cosas del Barça Collection Pelotazos, n.4
- 2007 Comunica con humor (Collective)
- 2009 Manar! Manar!
- 2011 Bojos pel futbol
- 2012 Enfoteu-vos-en! Humor indignat.

### Essais sur le dessin de presse
- 2006 Trazos. Un siglo de ilustración y buen humor en Mundo Deportivo
- 2006 Muntañola. L'art de riure, l'art de viure
- 2006 Señor director... Col. Barcelona una ciudad de Vanguardia, n.17
- 2007 Bagaria. La guerra no fa riure
- 2009 L'humor gràfic de Tísner. Aproximació a les caricatures d'Avel·lí Artís-Gener
- 2009 Canya al Borbó!. Iconografia satírica de la monarquia espanyola
- 2010 Los Borbones a parir. Iconografía satírica de la monarquía española.
- 2011 Si los curas y frailes supieran. Antología de caricatura anticlerical
- 2011 Andreu Damesón. Geni de la caricatura avec Lluís Solà i Dachs.
- 2012 ¡Cu-Cut! (1902-1912) Sàtira política en temps trasbalsats'.

### Illustration
- ¡Que sabrá usted de fútbol!
- Los 200 mejores chistes deportivos
- Urruti t'estimo!
- El cabàs de micacos
- Guia del Berguedà
- El tres i el set números meravellosos
- Llegendes dels capgrossos i els gegants d'Esplugues
- El Quixot dels ignorants
- Un tresor entre torres i altres narracions
- Restaurantes originales de Barcelona
- Amores In-Perfectos
- ¡Qué rabia da!
- La Bugadera
- Manual del bon patumaire
- Guia d'orientació per patumaires
- Mosèn Cinto i el pi de les tres branques
- Queralt. Un santuari de la Mare de Déu
- La Patum. El Corpus Christi de Berga
- Antigues imatges de La Patum
- Músiques de la Patum
- El tunel de la por
- Conyes i acudits catalans
- Colofó de colofons. Biblioteca Amades